# Pekka Niemi (sollevatore)
Pekka Kalevi Niemi (Lohtaja, 14 novembre 1952) è un ex sollevatore finlandese medagliato olimpico che ha gareggiato nella categoria dei pesi massimi primi (fino a 100 kg).

## Carriera
Nel 1980 Pekka Niemi, già campione nazionale finlandese, partecipò alle Olimpiadi di Mosca, valide anche come campionati mondiali, classificandosi al 10º posto finale con 347,5 kg nel totale.
Quattro anni dopo conquistò la medaglia di bronzo alle Olimpiadi di Los Angeles 1984 con 367,5 kg nel totale, competizione valida anche come Campionato mondiale, dietro al tedesco occidentale Rolf Milser (385 kg) e al rumeno Vasile Groapă (382,5 kg), e passando alla storia dei Giochi Olimpici per essersi reso protagonista di un episodio singolare.
Avendo vinto la serie del gruppo B, quello dei sollevatori accreditati con risultati di livello inferiore, Niemi decise di lasciare il padiglione del sollevamento pesi in quanto non pensava minimamente, con il suo risultato di 367,5 kg nel totale, di poter lottare per il podio contro i sollevatori del gruppo A, quello dei migliori, andandosene prima in giro per Los Angeles e poi allo stadio per seguire le gare di atletica leggera.
Fu lì che venne a sapere da alcuni giornalisti che aveva inaspettatamente vinto la medaglia di bronzo, saltando però la relativa premiazione per non essere giunto in tempo, nonostante gli addetti alla premiazione avessero ritardato le procedure nel tentativo di avvisarlo e farlo tornare per la cerimonia del podio.
La mattina seguente, espletate le formalità del controllo antidoping, Pekka Niemi poté ricevere la sua medaglia di bronzo con una cerimonia separata.
Al termine dell'attività agonistica, Pekka Niemi si dedicò all'attività di allenatore di sollevamento pesi, diventando responsabile tecnico della squadra nazionale finlandese dal 1995 al 2001, ed è stato anche membro della Commissione Atleti del Comitato Olimpico nazionale finlandese.
In seguito diventò un insegnante di formazione sportiva presso un Istituto di Tampere.